# ももえちゃん
「ももえちゃん」は、新潟市北区に本社を置き、氷菓などの製造・販売を行う株式会社セイヒョーから2013年に販売が開始された夏季限定の氷菓の名称。

## 概要
セイヒョーのロングセラー商品であるもも太郎に対して「もも太郎なのに桃の味じゃない」という主旨の投稿がSNSで話題になった際、同社内で「それならば、もも味のもも太郎を作ってみよう」という話が持ち上がり、「もも太郎の″妹分″をイメージした商品を」というコンセプトのもとに企画され、誕生した。新潟県内の各スーパー、コンビニエンスストア、ドラッグストア、小売店のほか、セイヒョーのオンラインショップでも購入が可能である。
初代（2013年）のももえちゃんはピーチ味で発売され、翌年にはフレーバーが毎年変化して行くこと、″ももえちゃん″という名称は固定とすることなどのルールが決められた。
内容量は約75 ml。エネルギーは約61 kcal（1本当たり。ミニサイズで発売されたものは除く）。
2025年の限定商品として、シリーズで初めてフルーツ以外のフレーバーを使用した「スポーツドリンク味」が6月9日から販売された。これは暑い夏の水分補給にぴったりの商品を意識したもので、甘さと爽やかさのバランスにこだわって作られている。

## 特徴
フルーツの果汁または濃縮果汁を使用しており、毎年使用されるフルーツは変更されている。フレーバーの決定については、まず開発会議でその年話題になっているグルメのトレンドや人気の果物などから候補を挙げる。その後、候補を絞って試作品を作った上で決定に至る。商品開発の担当者によると、必ずしも果物からフレーバーを選ぶというルールがある訳ではないが、暑い時期に食べる物なので、“さっぱりとした味といえば果物”という結論になることが多いという。
果汁の配合に関しては、もも太郎が6%であるのに対しももえちゃんは、その年のフレーバーによっても変わるが、2021年発売のマスカット味は40%とかなりの割合を占めており、シリーズの中でも最も多くの果汁が配合された商品となった。

## シリーズ
| 発売年           | フレーバー         |
| ---------------- | ------------------ |
| 2013年（第1弾）  | ピーチ味           |
| 2014年（第2弾）  | うめソーダ味       |
| 2015年（第3弾）  | ピーチ味ミニ       |
| 2016年（第4弾）  | パイン味           |
| 2017年（第5弾）  | りんご味           |
| 2018年（第6弾）  | みかん味           |
| 2019年（第7弾）  | 赤ぶどう味         |
| 2020年（第8弾）  | 洋なし味           |
| 2021年（第9弾）  | マスカット味       |
| 2022年（第10弾） | 赤肉メロン味       |
| 2023年（第11弾） | フルーツミックス味 |
| 2024年（第12弾） | レモン味           |
| 2025年（第13弾） | スポーツドリンク味 |